# 성검전설 -파이널 판타지 외전- (2016년 비디오 게임)
성검전설 -파이널 판타지 외전-(일본어: 聖剣伝説 -ファイナルファンタジー外伝-, Adventures of Mana, 어드벤처스 오브 마나)은 MCF와 스퀘어 에닉스가 개발하고 스퀘어 에닉스에 의해 배급된 액션 롤플레잉 비디오 게임이다. 1991년에 출시된 게임보이 게임 성검전설 -파이널 판타지 외전-의 3D 리메이크 게임 작품이자 성검전설 시리즈 중 첫 번째 게임이다. 2016년 2월 4일에 안드로이드와 iOS용으로 전 세계에 출시되었다. 플레이스테이션 비타 버전 또한 일본에서 같은 날에 출시되었으며 2016년 6월에 북아메리카, 남아메리카, 유럽에 출시되었다. 이 릴리스들 외에 스퀘어 에닉스는 플레이스테이션 4와 개인용 컴퓨터용 버전 개발을 고려하고 있다고 언급했다.

## 평가
| 평론 점수 평론사 점수 iOS PS 비타 디스트럭토이드 5/10 [ 1 ] 게임지보 4.5/5 [ 2 ] 하드코어 게이머 2.5/5 [ 3 ] 포켓 게이머 [ 4 ] 터치아케이드 [ 5 ] 통합 점수 게임랭킹스 83% (4 reviews) [ 6 ] 메타크리틱 66/100 (18 reviews) [ 7 ] |                 |                     |
| 평론 점수 |                 |                     |
| 평론사 | 점수            | 점수                |
| 평론사 | iOS             | PS 비타             |
| 디스트럭토이드 |                 | 5/10                |
| 게임지보 | 4.5/5           |                     |
| 하드코어 게이머 |                 | 2.5/5               |
| 포켓 게이머 | [ 4 ]           |                     |
| 터치아케이드 | [ 5 ]           |                     |
| 통합 점수 |                 |                     |
| 게임랭킹스 | 83% (4 reviews) |                     |
| 메타크리틱 |                 | 66/100 (18 reviews) |